# From the Fire
From the Fire es el cuarto álbum de estudio del trío musical canadiense Stampeders. Fue publicado en abril de 1974 a través del sello discográfico Capitol Records.

## Recepción de la crítica
Un escritor no especificado de Record World escribió: “[From the Fire] muestra las enormes capacidades de este trío canadiense autónomo. Las armonías fluidas y arenosas se combinan con un toque dramático y los resultados son dinámicos”. Un escritor no especificado de Cash Box indicó que “the Stampeders son emocionantes, vibrantes y sin precedentes, cualidades que tardan años en adquirirse”. Un escritor no especificado de Billboard escribió: “Una de las mejores bandas de Canadá ofrece un conjunto de rock cohesivo resaltado por una excelente armonía vocal y hábiles arreglos instrumentales”.

## Lista de canciones
Todas las canciones escritas y compuestas por Rich Dodson, excepto donde esta anotado. 
| Lado uno |                        |              |          |  |
| N.º      | Título                 | Escritor(es) | Duración |  |
| 1.       | «Manitou»              |              | 5:32     |  |
| 2.       | «Wild Fire»            |              | 3:50     |  |
| 3.       | «Me and My Stone»      | Ronnie King  | 5:33     |  |
| 4.       | «Good Bye Good Bye»    | Kim Berly    | 2:51     |  |
| 5.       | «Chariots of the Gods» | King         | 3:30     |  |

| Lado dos |                             |              |          |  |
| N.º      | Título                      | Escritor(es) | Duración |  |
| 1.       | «Rocky Mountain Home»       | Berly        | 3:46     |  |
| 2.       | «Child of the Midnight Sun» |              | 6:36     |  |
| 3.       | «Ride in the Wind»          | King         | 4:09     |  |
| 4.       | «Running Wild»              |              | 3:58     |  |

## Créditos y personal
Créditos adaptados desde las notas de álbum de From the Fire.
Stampeders
- Ronnie King – bajo eléctrico
- Kim Berly – batería
- Rich Dodson – guitarra, voz principal

Personal técnico
- Mel Shaw – productor
- Mark Smith – ingeniero de audio
- John Hanna – diseño de portada
- John Rowlands – fotografía (contraportada)

## Posicionamiento
| Gráfica (1974)          | Pico de posición |
| ----------------------- | ---------------- |
| Canadá (RPM Top Albums) | 12               |